# Памво Затвірник
Памво затвірник (? - 1241 р.) - чернець Печерського монастиря. Преподобний. 

## Життєпис
Преподобний Памва був ієромонахом Києво-Печерської обителі. Під час облоги монастиря татарами ченці послали святого Памву за їжею. Як не велика була небезпека, святий зі смиренням взявся виконати послух, але узятий у полон татарами та зазнав від них страшних катувань через те, що не схотів відректися від Христа. Памво говорив їм: 
|  | «Ваші боги прокляті, а я вірую в Христа, істинного Бога, Який створив небо і землю. Він — Господь, один істинний, всемогутній, Він мене визволить від ваших рук молитвами Печерських святих». |

Він чудесно був визволений з полону ангелами, які, звільнивши преподобного від кайданів, принесли Памву до його келії.
До блаженної кончини святої Памва жив у затворі, де мирно відійшов  до Господа в 1241 році.

В акафісті всім Печерським преподобним про нього сказано: 
|  | «Радуйся, Памве, сповіднику, бо ти богів язичницьких прокляв, а ім’я Господа на землі й на небі сповідував» |

.
Його нетлінні мощі спочивають у Дальніх печерах.

## Пам'ять
Пам'ять 10 вересня і 18 липня.